# سالم ثابت العولقي
سالم ثابت العولقي سياسي يمني وعضو رئاسة المجلس الانتقالي الجنوبي، ولد في منطقة وادي يشبم مديرية الصعيد بمحافظة شبوة.
أحد القيادات الشابة في الحراك الجنوبي المطالب باستقلال جنوب اليمن.
التحق بالمقاومة الجنوبية لمواجهة اجتياح الحوثيين لمدن جنوب اليمن في مارس 2015م وأصيب وأسر من قبل الحوثيين وتم الإفراج عنه في يونيو من نفس العام.
تم اختياره عضوا في هيئة رئاسة المجلس الإنتقالي الجنوبي الذي تم الإعلان عن هيئته الرئاسية في محافظة عدن بتاريخ 11 مايو 2017م وعين متحدثا رسميا باسم المجلس بين عامي 2017 و2019.
.
تم تعيينه عضوا في هيئة التشاور والمصالحة التي شكلها الرئيس اليمني السابق عبد ربه منصور هادي بقرار جمهوري بتاريخ 7 أبريل 2022، لتكون جزءًا من الحل السياسي الشامل للحرب الأهلية اليمنية.

### وصلات خارجية
- العرب اللندنية
- روسيا اليوم
- إرم نيوز